# Kaarle Krohn

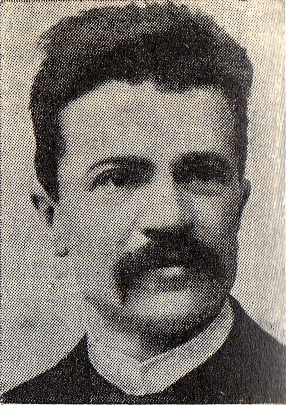
Kaarle Krohn

Kaarle Leopold Krohn (* 10. Mai 1863 in Helsinki; † 19. Juni 1933 in Sammatti) war ein finnischer Folklorist.

## Werdegang
Kaarle Krohn, Sohn von Julius Krohn, Bruder von Ilmari Krohn und Halbbruder von Aino Kallas, wurde 1898 Extraordinarius (zehn Jahre später Ordinarius) für Finnische und Vergleichende Folkloristik (suomalaisen ja vertailevan kansanrunoudentutkimuksen) an der Universität Helsinki, womit er der weltweit erste Professor für Erzählforschung war. 1907 gründete er den Bund der Folklore Fellows zusammen mit Johannes Bolte und Axel Olrik (1864–1917); ab 1911 war er erster Herausgeber der Folklore Fellows’ Communications (FFC). Im Jahre 1917 wurde er Vorsitzender der Finnischen Literaturgesellschaft.
Krohn war Mitbegründer der Finnischen Akademie der Wissenschaften sowie der Zeitschriften Virittäjä (1896) und Finnisch-Ugrische Forschungen (1901, mit E. N. Setälä). Er gilt als eigentlicher Begründer der „geographisch-historischen Methode“ (Finnische Schule), die er 1926 in dem Buch Die folkloristische Arbeitsmethode beschrieb.

## Preise und Auszeichnungen
- 1919 Theologische Ehrendoktorwürde der Universität Rostock (zum Universitätsjubiläum)[1]
- 1923 Ehrendoktorwürde der Universität Tartu
- 1929 Ehrendoktorwürde Universität Kopenhagen

## Publikationen (Auswahl)
- „Lappische Beiträge zur germanischen Mythologie“ in: Finnisch-Ugrische Forschungen 6, 1906, Seiten 155–180
- Eliel Aspelin-Haapkylä als Urheber der neueren volkskundlichen Sammelarbeit der Finnischen Litteraturgesellschaft. Helsinki 1920 (Folklore Fellows’ Communications 35, Digitalisat).
- K. F. Karjalainen. Helsinki 1921 (Folklore Fellows’ Communications 40).
- Magische Ursprungsrunen der Finnen. Painettu Keravalla 1924 (Folklore Fellows’ Communications 52).
- Die folkloristische Arbeitsmethode. Begründet von Julius Krohn und weitergeführt von nordischen Forschern. Erläutert von Kaarle Krohn. Oslo 1926.
- Übersicht über einige Resultate der Märchenforschung. Helsinki 1931 (Folklore Fellows’ Communications 96).
- Antti Aarne. Helsinki 1926 (Folklore Fellows’ Communications 64).